# Coelomera cajennensis
Coelomera cajennensis es un coleóptero de la familia Chrysomelidae.
Fue descrita científicamente en 1787 por Fabricius.